# William Otto Bauer
William Otto Bauer (* 14. Juli 1886 in Niedermeisa; † 9. September 1943 in der Strafanstalt Plötzensee) war ein deutscher Handelsreisender und ein Opfer des Nationalsozialismus.

## Die Causa Bauer
Bauer, der seinen Lebensunterhalt als Reisender in Kühlmaschinen verdiente, suchte am 2. Juni 1942 während einer Geschäftsreise den ihm seit 1934 bekannten Bäckermeister Rudi Tillig in dessen Laden im sächsischen Glaubitz auf. Nach der Abwicklung des geschäftlichen Teils kam er auf politische Dinge zu sprechen und fragte Tillig und seine ebenfalls anwesende Gattin, was sie von der Lage denken würden. Auf eine allgemeine Antwort Tilligs gab Bauer zu verstehen, dass er den Krieg für Deutschland als verloren ansah, und erklärte: „Es gibt nur zwei Möglichkeiten, Hitler macht uns tot, oder wir machen Hitler tot.“ Auf die Frage Tilligs, wie er zu dieser Auffassung käme, verwies Bauer auf Mitteilungen von Offizieren in Oschatz, mit denen er vor einer Weile gesprochen habe, und führte weiter aus, dass die einige Monate zuvor erfolgte Entlassung des Heereschefs Walther von Brauchitsch durch Hitler auf Brauchitschs Willen, einen Sonderfrieden mit der Sowjetunion abzuschließen, zurückzuführen sei. Hierzu ergänzte er, dass ein solcher Sonderfrieden seiner Meinung nach richtig gewesen wäre, da der Krieg offensichtlich nicht gewinnbar sei. Auf Einwendungen Tilligs erklärte Bauer dann noch, dass Russland niemals Krieg mit Deutschland geführt hätte, wenn es nicht von diesem angegriffen worden wäre, und wiederholte, dass der Krieg sinnlos sei und nicht gewonnen werden könnte.
Nachdem das Ehepaar Tillig ihn denunziert hatte, wurde Bauer in Untersuchungshaft genommen. Er wurde wegen Verstoßes gegen die Kriegssonderstrafrechtsverordnung – Wehrkraftzersetzung – vor dem 6. Senat des Volksgerichtshofs in Berlin angeklagt, in einer Sitzung am 31. März 1943 unter dem Vorsitz des Volksgerichtsrates Robert Hartmann (Beisitzer: Landgerichtsdirektor Lorenz, SA-Brigadeführer Daniel Hauer, SA-Gruppenführer Felix Aumüller und Kreisleiter Heinrich Reinecke) für schuldig befunden und zum Tode und zum Verlust der bürgerlichen Ehrenrechte verurteilt.
Das Urteil wurde in der Strafanstalt Berlin-Plötzensee durch den Scharfrichter Wilhelm Röttger mit dem Fallbeil vollstreckt. Bauers Leiche wurde zu Lehr- und Forschungszwecken dem Medizinischen Institut der Stadt Berlin überlassen. Die Herausgabe der Leiche an Angehörige sowie die Erteilung irgendeiner Auskunft an diese wurde verboten.